# Сільницький Михайло Федорович

Михайло Федорович Сільницький (біл. Міхаіл Фёдаравіч Сільніцкі; 22 червня 1903 — 27 січня 1945) — кулеметник партизанського загону Д. Ф. Райцева на території тимчасово окупованої Вітебської області БРСР. Герой Радянського Союзу (1942, посмертно).

## Біографія
Народився 20 жовтня 1920 року в селі Запілля (нині Вітебського району Вітебської області Білорусі) у селянській родині. Білорус. Закінчив 5 класів. Працював у колгоспі, на будівництвах у Вітебську.
Брав участь у німецько-радянській війні з червня 1941 року. Кулеметник партизанського загону Д. Ф. Райцева комсомолець Михайло Сильницький 28 березня 1942 року в бою із ворожим загоном у сіл Плоти та Курино, прикриваючи відхід загону, знищив десятки гітлерівців. Оточений ворогами, загинув в рукопашній сутичці. Похований в селі Курино.
15 травня 1942 комсомольцю Сільницькому Михайлу Федоровичу посмертно присвоєно звання Героя Радянського Союзу.

## Вшанування пам'яті
Меморіальна дошка встановлена у Вітебську на будинку по вулиці, що носить ім'я М.Сільницького. У школі села Курино відкрито музей. Колгосп в Полоцькому районі Вітебської області Білорусі був також названий його ім'ям.